# Джузеппе Капра
Джузеппе Капра (італ. Giuseppe Capra, 24 лютого 1902, Алессандрія — 12 червня 1979, Алессандрія) — італійський футболіст, що грав на позиції нападника.
Виступав, зокрема, за клуби «Алессандрія» та «Торіно».

## Ігрова кар'єра
У дорослому футболі дебютував 1919 року виступами за команду «Алессандрія», в якій провів сім сезонів. 
Своєю грою за цю команду привернув увагу представників тренерського штабу клубу «Торіно», до складу якого приєднався 1930 року. Відіграв за туринську команду наступний сезон своєї ігрової кар'єри.
Завершив ігрову кар'єру у команді «Імперія», за яку виступав протягом 1931—1932 років.
Помер 12 червня 1979 року на 78-му році життя у місті Алессандрія.